# Саркис, Ильяс
Ильяс Саркис (араб. إلياس سركيس‎; 20 июля 1924, Шабанийех, Ливан — 27 июня 1985, Париж, Франция) — ливанский государственный деятель, президент Ливана с 22 сентября 1976 по 23 сентября 1982 года.

## Молодые годы
Родился 20 июля 1924 года в горном Ливане, в селе Шабанийех. В конфессиональном отношении семья Саркисов принадлежала к христианам-маронитам. Семья была зажиточной, держала собственный магазин.
Учился в местной школе в Шабанийехе, а затем в средней школе Фререс в Бейруте. Начал работать железнодорожным служащим во время своего обучения в бейрутском Университете Святого Иосифа, где получил юридическое образование, закончив его в 1948 году.

## Начало карьеры
После окончания университета работал адвокатом в течение 3-х лет. Затем он стал протеже командующего ливанской армией Фуада Шехаба, ставшего президентом Ливана в 1958 году. Был назначен магистратором счётной палаты, а в 1953 году генеральным директором Палаты президента. В 1968 году назначен главным управляющим Центральным банком Ливана, на этой должности оставался в течение 9 лет. Его назначение на эту должность было вызвано желанием тогдашнего президента Шарля Элу реорганизовать ливанскую банковскую систему, пострадавшую от банковского кризиса 1968 года.

## Президентство
Участвовал в выборах президента Ливана в 1970 году как протеже Шехаба и рассчитывал на победу, но проиграл Сулейману Франжье, набрав меньше всего на один голос.
Избран президентом 6 лет спустя 8 мая 1976 года, во время бушевавшей в стране Гражданской войны. Его избрание президентом, как предполагают, произошло под давлением со стороны сирийцев. Иными словами, как то утверждают его противники, он был кандидатом Дамаска и желанным президентом Ливана для лидера Сирии Хафеза Асада.
Его избрание произошло на Эсейл-вилле (Esseily Villa) — в роскошной, «по-версальски» декорированной президентской резиденции на юго-востоке Бейрута. Данное обстоятельство было связано с тем, что здание Национальной Ассамблеи не было надёжно защищено от террористических атак. 66 членов Ассамблеи избрали его президентом 8 мая 1976 года. С другой стороны, 29 членов Ассамблеи бойкотировали это заседание. Эти 29 были отчасти «палестинцами», отчасти представителями левых партий Ливана. Инаугурация также не могла быть проведена в здании Ассамблеи: она прошла в отеле города Штаура (Shtaura), расположенного в 25 милях восточнее Бейрута, где продолжались бои. Саркис смог приступить к исполнению своих обязанностей лишь 23 сентября 1976 года, после того, как экс-президент Франжье покинул резиденцию. Саркис смог назначить премьер-министром Селима Хосса лишь в декабре 1976 года.
Президентство Саркиса совпало по времени с эскалацией вооружённого противостояния ливанских христиан и мусульманских экстремистов. Более того: резко возросшая активность «палестинских» боевиков, ставших фактически независимыми от Ливана, явилась причиной двух массированных израильских атак — в 1978 и 1982 годах. Несколько мусульманских, насеристских, левацких и про-«палестинских» политических партий сформировали в 1976 г. Ливанское национальное движение (ЛНД), под руководством друзского лидера Камаля Джумблата. В ответ националистические и проправительственные силы, во главе с фалангистами из партии Катаиб, создали Ливанский фронт. Президент Саркис предпринял ряд попыток посредничества между конфликтующими сторонами — но они не привели ни к чему. Обе группы имели свои собственные, несовместимые цели, а Саркис не имел реальных рычагов влияния на обстановку в Ливане. ЛНД, слишком зависело от «палестинцев» и не было в состоянии инициировать процесс переговоров для прекращения гражданской войны. В ноябре 1976 года Саркис хотел включить друза Камаля Джумблата в правительство. Однако, Хафез Асад не позволил ему сделать это, так как Джумблат был против усиления влияния Сирии в Ливане.
В то же время, советником президента Саркиса являлся фалангист Карим Пакрадуни.
5 марта 1980 года, Саркис разработал свою политическую программу для достижения национального согласия:
- единство,
- независимость,
- парламентская демократия,
- отрицание Кэмп-Дэвидского соглашения между Египтом и Израилем.

В июне 1980 года Салим Хосс ушёл в отставку в знак протеста против неспособности Саркиса добиться мира в Ливане. После некоторых трудностей, Саркис смог назначить новым премьер-министром Шафика Ваззана. Саркис был на посту, но не у власти!.
Незадолго до окончания срока его полномочий в 1982 году, Армия Израиля вторглась на юг Ливана и продвинулась к окраине Бейрута. Тогда, Саркис организовал миротворческие силы с участием США, Великобритании, Франции и Италии, для вытеснения Организации освобождения Палестины. Кроме того, он сформировал комитет спасения, чтобы принять меры в отношении Израиля. Членами комитета стали лидер шиитского движения Амаль Набих Берри и лидер христиан Башир Жмайель. Это назначение вызвало напряженность в движении Амаль, и поэтому Хусейн Мусави покинул движение, протестуя против Берри.
В течение своего срока Саркис снискал уважение многих ливанцев, но критики обвиняли его в нерешительности.

## Преемники на посту президента
Преемником Саркиса стал Башир Жмайель, избранный 21 августа 1982 года семидесяти семью голосами. Однако, Жмайель был убит через 21 день, даже не успев вступить в должность. Амин Жмайель, брат Башира, стал кандидатом вместо него, и Саркис передал ему пост президента 23 сентября 1982 года.

## Смерть
Ильяс Саркис скончался 27 июня 1985 года от рака, в возрасте 61 года, в Париже. Позже, его тело было привезено в Ливан. 29 июня 1985 года в Бейруте состоялась церемония прощания. На ней присутствовали президент Ливана Амин Жмайель и сирийская делегация, представляющая президента Сирии Хафеза Асада. Ильяс Саркис был похоронен в тот же день в родной деревне Шабанийех